# 国鉄R13形コンテナ
国鉄R13形コンテナ（こくてつR13がたコンテナ）は、日本国有鉄道（国鉄）が1970年（昭和45年）に製造した、鉄道輸送用一種規格（約11 ft）冷蔵コンテナである。

## 概要
レサ10000形に代表される高速貨車の成功により他線区へ拡大させようとしたが、片道輸送のため効率が悪いので冷蔵コンテナをこれに充てる事になった。コンテナ輸送では車上荷役が必要なため両側側面扉及び片側妻面扉を装備したコンテナR13形を開発した。
R13形は、1970年（昭和45年）度及び1972年（昭和47年）度にクレーン荷役（上吊り）対応冷蔵コンテナとして80個（1 - 80）が富士重工業、東急車輛製造の2社にて製作された。3方開き構造のため1方開き構造の他冷蔵コンテナより熱貫流率は1割ほど劣った。側扉の設置により標記可能エリアが小さく、他冷蔵コンテナが「国鉄冷蔵コンテナ 戸口から戸口へ」の標記に対して本コンテナは「冷蔵」のみに短縮された。
塗装は白色である、寸法関係は全長3,306.9 mm、全幅2,378.2 mm、全高2,361 mm、荷重5 t、自重1.7 t、容積10.9 m3である。
保冷性能が劣ったためか比較的早期に廃止され、1985年（昭和60年）度に最後まで使用された6個が廃止され形式消滅した。